# Cheiracanthium festae
Cheiracanthium festae es una especie de araña del género Cheiracanthium, familia Cheiracanthiidae, suborden Araneomorphae. Fue descrita científicamente por Pavesi en 1895.

## Distribución
Se distribuye por Israel.